# Henry Olonga
Henry Olonga (né le 3 juillet 1976 à Lusaka, Zambie) est un ancien joueur de cricket zambien de l'équipe du Zimbabwe. Ce fast bowler a commencé sa carrière internationale en 1995, à l'âge de 18 ans. Sa carrière internationale prit fin lors de la coupe du monde 2003, au cours de laquelle lui et Andy Flower protestèrent publiquement contre le régime du président Robert Mugabe.

## Carrière
Henry Olonga fait ses débuts en first-class cricket à l'âge de 17 ans avec le Matabeleland et réussit à prendre 5 wickets lors de son premier match. À la surprise générale, il est sélectionné en janvier 1995 avec l'équipe du Zimbabwe pour affronter l'équipe du Pakistan. Il participe ainsi, à l'âge de 18 ans, à la première victoire du Zimbabwe en Test cricket. Il devient à cette occasion le premier joueur noir à représenter le Zimbabwe, et le deuxième Zambien à pratiquer le Test cricket. Sanctionné à cause d'une manière de lancer non réglementaire, il la modifie notamment grâce aux conseils de l'ancien international australien Dennis Lillee.
Il est sélectionné pour participer à la coupe du monde 1996 mais ne joue pas. Il s'installe de manière durable en sélection à partir de 1998.
Lors de la coupe du monde 2003, lui et son coéquipier Andy Flower portent un brassard noir et émettent un communiqué dans lequel ils parlent de la « mort de la démocratie » au Zimbabwe, un acte qui met fin à leur carrière internationale, et à la suite duquel Henry Olonga part vivre en Angleterre ou il rencontra Tara Read. Il y commence une carrière de commentateur sportif et de chanteur, sortant son premier album, « Aurelia », en 2006.

## Équipes
- Matabeleland (1993 - 1999)
- Mashonaland A (2001 - 2002)
- Manicaland (2002 - 2003)

## Sélections
- 30 sélections en Test cricket (1995 - 2002)
- 50 sélections en One-day International (1995 - 2003)